# Sven Wilson
Sven Wilson, född 6 februari 1907 i Stockholm, död 11 mars 2008, var en svensk direktör och radioman. 
Sven Wilson blev filosofie licentiat i romanska språk vid Uppsala universitet 1932. Han var medarbetare i Upsala Nya Tidning 1928–1932. Sven Wilson var 1932–1945 verksam inom Radiotjänst där han både var programmedarbetare och arbetade med mer administrativa arbetsuppgifter, ofta med internationell koppling. Bland annat arbetade han där som intendent, medarbetare på föredragsavdelningen och som utlandschef.  
Sven Wilson var 1945–1973 verkställande direktör för upphovsrättsorganisationen Svenska Tonsättares Internationella Musikbyrå. Han var dessutom engagerad i en rad andra organisationer inom det svenska och internationella musiklivet, bland annat som ordförande för Nordiska Copyrightbyrån (1947–1974) och aktiv i styrelserna för bland andra Musikfrämjandet, Stockholms sångarförbund, Svenska sångarförbundet och Stockholms Konsertförening. Han blev ledamot av Musikaliska akademien 1953 och var dess vice preses 1970–1976.
Sven Wilson var även aktiv som musiker, bland annat som violinist i Akademiska kapellet i Uppsala och sångare i Orphei Drängar.

## Priser och utmärkelser
- 1953 – Ledamot nr 670 av Kungliga Musikaliska Akademien
- 1980 – Medaljen för tonkonstens främjande

## Filmografi
- Där vagnarna rulla (1943), SJ undervisningsfilm nr 4/SJ filmarkiv no 155 – speaker